# Smilax quadrata
Smilax quadrata är en enhjärtbladig växtart som beskrevs av A.Dc. Smilax quadrata ingår i släktet Smilax och familjen Smilacaceae. Inga underarter finns listade.